# Kristian Arentzen
Kristian August Emil Arentzen (10. november 1823 – 30. december 1899) var en dansk digter og litteraturhistoriker.
Kr. Arentzen blev født i København. Hans fader, Gunder August Arentzen, var kasserer i Krigsministeriet (død 1879), hans moder, Marie Elisabeth født Smidt, var af jævn herkomst. Det respektable, men lidt filistrøse hjem frembød en alt for snæver horisont for den opvakte dreng: hans oppositionslyst, refleksionsevne og ideale fantaseren fik derfor tidlig næring.
1841 blev han student fra det von Westenske Institut; men hans urolige ånd var allerede før den tid blevet berørt af den tids liberale strømninger. Teologien, han havde begyndt på, brød han over tvært med, og tvivlen voldte ham en måske ikke lang, men desto hårdere kamp. Han kastede sig over studiet af oldnordisk litteratur, bearbejdede og oversatte tillige med en islandsk ven, Brynjolf Snorrason, en Række sagaer (1849-50). 1852 optrådte han som digter med dramaet Gunløg Ormetunge, til dels en Oehlenschlagersk efterligning; hvorpå han fik statsunderstøttelse til en Islandsrejse. Hjemkommet fra denne udgav han Knud den hellige, tragedie i 5 akter (1853), hvori han til forskel fra Nicolai Bierfreund Søtoft og Christian Hviid Bredahl søger at skildre Knud den Store som den mærkelige historiske skikkelse på skillevejen mellem hedenskab og kristendom.
Efter det følgende år at have udgivet en ikke betydelig digtsamling forberedte han sig til magisterkonferens i æstetik, som han underkastede sig 1856. Herefter fulgte hans værdifuldeste digtsamling Et Livsstadium (1857), der ikke alene vidner om meget åndelig modenhed og poetisk selvstændighed, men også om, at digterens sjæl har nået havn. Fra
nu af var hans liv foruden litterært arbejde viet undervisningen i Metropolitanskolen, hvor han var blevet adjunkt 1861 (efter et års konstitution; opsagt 1872).
Jævnlig foretog han større og mindre udenlandsrejser. Hans beskedne hjem, som hans trofaste, elskværdige hustru (Christiane Michaeline Jensen, født 1832, gift 1858) i høj grad forstod at hygge, var i adskillige år et tilflugtssted for flere yngre som f.eks. Herman Heinrich Louis Schwanenflügel, der led under en åndelig gæring eller følte sig trykkede af de sidste årtiers ikke lykkelige forhold her hjemme. Sådanne fandt ikke alene en venlig og hjertelig modtagelse i hans stue, men også en liberalitet i anskuelser og en ædel fordomsfrihed, der i høj grad var forfriskende. Den, som ikke har kendt Arentzen i hans sofahjørne, når han med piben i munden forfægtede sine meninger eller stræbte at oplede, hvad der kunne yde én sjælelig trøst eller tjene til åndelig stimulation, har ikke kendt den bedste del af denne mands væsen.
I sine digte, hvis grundtræk er en ideal humanisme, er han tit formfuldendt, i reglen behersket, og hans ordforråd er som oftest den dannede almenheds; hans samtale derimod var altid båret af en ildfuld energi, der dog også kunde slå over i ironisk humor og godmodig spøg, hans udtryksmaade var da ikke alene mærkelig træffende, men tit udpræget personlig. Som Digter står han vennen H.V. Kaalund nærmest. Men mens denne skylder sit digterheld til det anskuelige og iøjnespringende i hans vers, der vidner om, at han er begyndt som bildende kunstner, mærker man i Arentzens lyrik i høj grad den akademisk dannede og ved fortrinlig læsning udviklede digter (se Digtsamling, 1862, og Ny Digtsamling, 1867); en sådan poesi plejer sjælden at trænge ud mellem det store publikum.
I sin manddomsalder foretog Arentzen sig at skildre Jens Baggesens og Oehlenschlägers poetiske tidsalder, et værk, han fuldførte i 8 bind (Baggesen og Oehlenschläger – Litteraturhistoriske Studie, 1870-78). Dette er et såre fortjenstfuldt arbejde, men trods de indstrøede sindrige bemærkninger må det vist snarere kaldes et litterærhistorisk magasin end en egentlig historiefremstilling. Et lige så indholdsvægtigt arbejde er jubelskriftet om Oehlenschlager Adam Oehlenschlæger – Literaturhistorisk Livsbillede (1879). Samme år blev han udnævnt til Ridder af Dannebrog. I 1886 udkom hans selvbiografi Fra ældre og yngre Dage.
I sine senere år nød Arentzen en forfatterpension.
Skulle man i korthed karakterisere Arentzen, måtte man sige om ham: som Litteraturforsker upartisk og samvittighedsfuld, som digter en af de få, der har dyrket tankepoesien her hjemme, som person en mand, der gennem hele sit liv har haft det sjældne mod at være sig selv.